# Клайннаундорф
Кляйннаундорф — округ саксонського окружного міста Фрайталь в окрузі Саксонська Швейцарія — Східні Рудні гори і має статус місцевості. Село, яке вперше згадується в XII столітті, з 1974 року входить до складу Фрайталя.

## Географія
Кляйннаундорф розташований у долині на східній околиці Фрайталя, на південь від Дрездена. Він оточений Фрайталь-Бургком на заході, Дрезден-Гіттерзее на півночі та Куннерсдорфом і Вельшгуфе (обидва в Банневіці) на сході. На півдні примикає Кіфернберг, невеликий сусід Віндберга над Пузенталем. У Клайннаундорфі знаходиться джерело Кайцбаха, який протікає через Кляйннаундорфер Тальсенке, впадає в Кайцгрунд біля однойменного міста Кайц в районі міста Дрезден і після подальшого, частково підземного русла через Дрезден, впадає в Ельбу.

## Історія
Кляйннаундорф вперше згадується в 1144 році, що робить його другим найстарішим районом у Фрайталі. Школа Kleinnaundorf існує з 1831 року. Із зростанням індустріалізації в 19 столітті Клайннаундорф перетворився на робоче поселення. Як і в усій області Фрайталь, вугільна шахта, яка працювала до 1930 року, була найважливішим роботодавцем. 1 січня 1974 року Кляйннаундорф було включено до міста Фрайталь.